# Субмерзне биљке
Субмерзне биљке су хидрофите, које су читаве потопљене у води. Неке врсте су способне да преживе период суше тако што развијају терестричне облике са другачијим структурним одликама надземних органа. 

## Подела
Субмерзне биљке се могу поделити на две групе у зависности од тога да ли се укорењују или не. Уколико се не укорењују, оне слободно лебде у води, као што је случај са врстама родова Utricularia и Ceratophyllum. Биљке које се укорењују врло често развијају и ризоме. Примери су врсте родова  и .

## Примери
Ова животна форма се јавља у разним групама биљака, укључујући и вишећелијске алге. У рекама су то зелена алга Cladophora и пршљенчица, а честе су и маховине, посебно у језерима и потоцима са меком водом. Овим биљкама припадају и представници двадесетак фамилија цветница, углавном монокотила. Њихови репродуктивни органи су субмерзни, али могу бити и плутајући или ваздушни. Заправо, цветови су потопљени или плутајући код морских врста као што је случај код представника родова Zostera и Najas, док код слатководних цветови најчешће извирују ван воде. У језерима се може срести и додуше мали број папрати, на пример врста из рода -{Isoetes.